# San-Martino-di-Lota
San-Martino-di-Lota (korsisch San Martinu di Lota; italienisch San Martino di Lota) ist eine französische Gemeinde mit 2.996 Einwohnern (Stand: 1. Januar 2022) im Département Haute-Corse auf der Mittelmeerinsel Korsika. Sie ist der Hauptort (chef-lieu) des Kantons Cap Corse und gehört zum Arrondissement Bastia. Die Einwohner werden Sammartinaghji genannt.

## Geographie
San-Martino-di-Lota liegt am Tyrrhenischen Meer. Umgeben wird San-Martino-di-Lota von den Nachbargemeinden Santa-Maria-di-Lota im Norden, Farinole im Westen, Patrimonio im Südwesten sowie Ville-di-Pietrabugno im Süden.
San-Martino-di-Lota besteht aus zehn Weilern: Aneto, Mola, Casanova, Acqualto, Oratoggio, Castagneto, Mucchiete, Canale, Santorio und Les Marines mit den Örtlichkeiten Licciola, Grigione und Pietrenara.

## Bevölkerungsentwicklung
| 1962 | 1968 | 1975 | 1982 | 1990 | 1999 | 2006 | 2012 |
| ---- | ---- | ---- | ---- | ---- | ---- | ---- | ---- |
| 931  | 1649 | 2132 | 2183 | 2466 | 2530 | 2702 | 2882 |

## Sehenswürdigkeiten
- Kirche Saint-Martin, Anfang des 17. Jahrhunderts erbaut, mit wertvollem Inventar (Monument historique)
- Kirche Sainte-Devote, 1893 an der Stelle der früheren Kapelle San Francesco erbaut
- Kapelle Santa Croce aus dem 14. Jahrhundert
- Schloss Cagninacci, ursprünglich Kapuzinerkonvent aus den Jahren 1645–1650, seit 1991 Monument historique, mit Park
- Garten des Konvents Sainte-Hyacinthe

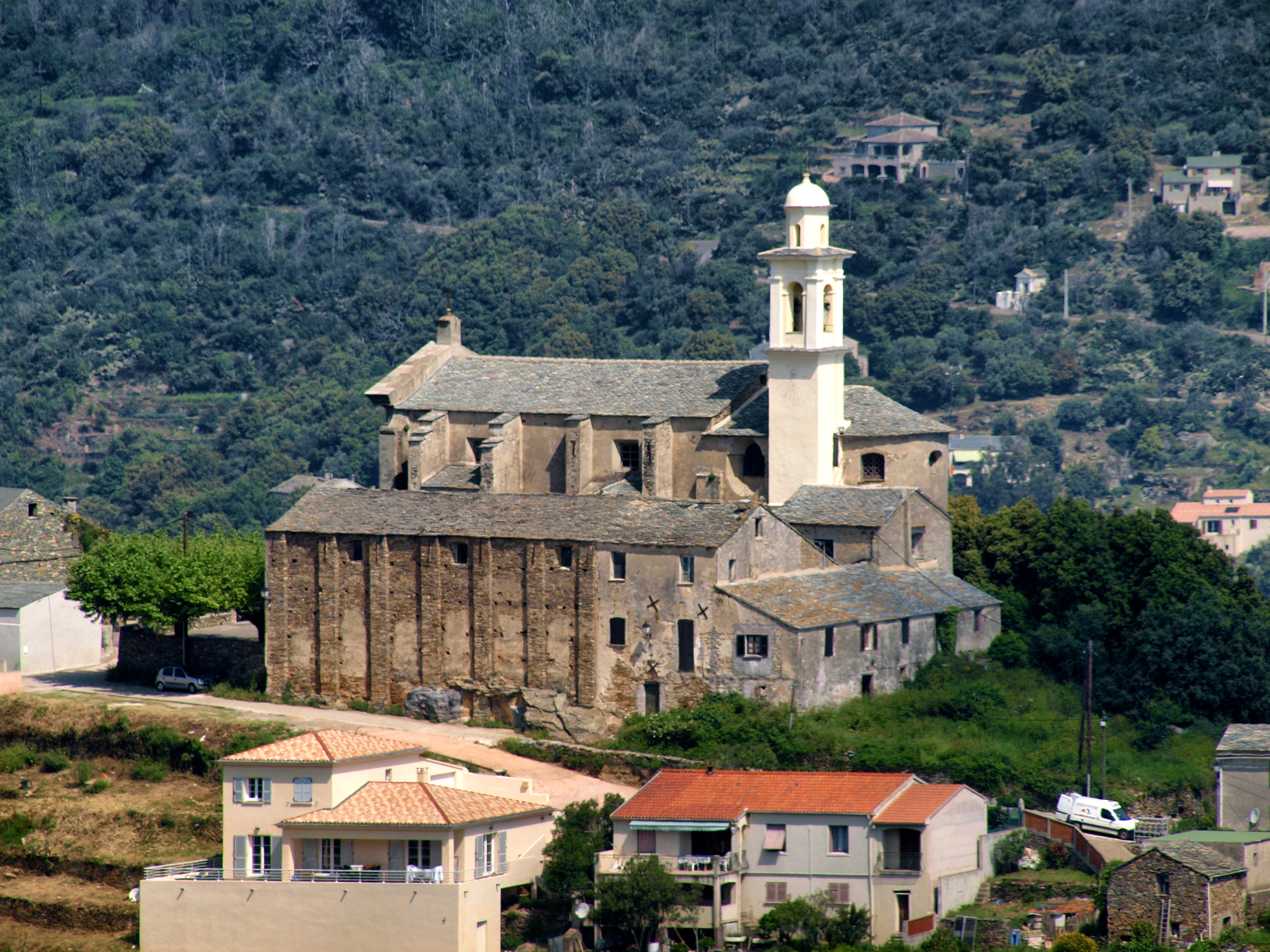
Kirche Saint-Martin